# Catedral de Nuestra Señora de la Expiación (Baguió)
La Catedral de Nuestra Señora de la Expiación o la Catedral de Baguio es una catedral católica ubicada en la ciudad de Baguio, en el país asiático de las Filipinas. El edificio está dedicado a la Santísima Virgen con el título mariano de Nuestra Señora de la Expiación. Se distingue por su color rosa exterior, sus torres gemelas y sus tradicionales vidrieras. Se trata de uno de los edificios más fotografiados y emblemáticos de la ciudad de Baguio. Sirvió como un centro de evacuación durante la ocupación japonesa de Filipinas durante la Segunda Guerra Mundial. Es la catedral de la diócesis de Baguió.